# (6600) Qwerty
(6600) Qwerty – planetoida z pasa głównego asteroid okrążająca Słońce w ciągu 3 lat i 142 dni w średniej odległości 2,26 j.a. Została odkryta 17 sierpnia 1988 roku w Obserwatorium Kleť w pobliżu Czeskich Budziejowic przez Antonína Mrkosa. Nazwa planetoidy pochodzi od QWERTY, symbolicznej nazwy układu liter do alfabetu podstawowego na klawiaturze maszyny do pisania i komputera. Wcześniej planetoida nosiła oznaczenie tymczasowe (6600) 1988 QW.